# Galepsus sudanensis
Galepsus sudanensis är en bönsyrseart som beskrevs av Max Beier 1954. Galepsus sudanensis ingår i släktet Galepsus och familjen Tarachodidae. Inga underarter finns listade i Catalogue of Life.